# Pablo Isla Álvarez de Tejera
Pablo Isla Álvarez de Tejera (Madrid, 24 de gener de 1964), llicenciat en Dret per la Universitat Complutense de Madrid i advocat de l'Estat, és l'actual President del grup tèxtil Inditex. Va presidir el consell d'administració del Grup Altadis, del que va ser Copresident des del mes de juliol de 2000.

## Trajectòria
És el tercer dels quatre fills de José María Isla i Carmen Álvarez de Tejera. El seu pare va ser executiu en diverses empreses com Lactaria Española, Luis Mejía, Renfe i Grupo de Empresas Álvarez. Estudià al Col·legi Nuestra Señora del Recuerdo, dels Jesuïtes. Està casat amb María de la Vega.
Es va fer advocat de l'Estat en 1988, sent el número u de la seva promoció. A partir de l'any 1992 fins a 1996 va ser cap de serveis jurídics en el Banco Popular Español.
Més endavant va ocupar el càrrec de Director General de Patrimoni de l'Estat en el Ministeri d'Economia i Finances d'Espanya. En 1998, va retornar al Banco Popular com a Conseller General, fins a assumir el càrrec de Copresident al Grup Altadis.
Al juny de 2005 és nomenat Conseller Delegat d'Inditex, on és alhora vicepresident Primer i membre del Consell d'Administració. Inditex és una de les distribuïdores més grans del món a l'àrea de la moda, fundada per Amancio Ortega, matriu de les cadenes de tendes Zara, Skhuaban, Pull and Bear, Massimo Dutti, Bershka, Stradivarius, Oysho i Zara Home.
El 10 de gener de 2011 és proposat per Amancio Ortega per ser el president executiu del grup Inditex. El 19 de juliol de 2011, Pablo Isla passa formalment a ser President del Grup Inditex substituint Amancio Ortega qui ja no exerceix cap càrrec executiu.